# Сенед (язык)
Сенед (также тамазигхт) — вымерший язык северноберберской ветви берберо-ливийских языков. Был распространён в центральной части Туниса (к северо-западу от города Габес и к востоку от города Гафса), к середине XX века почти полностью вытеснен арабским языком (возможно, в настоящее время остались представители старшего поколения берберов в селениях Сенед (Sened) и Тмагурт (Tmagourt), которые помнят некоторые слова и фразы этого языка, точных данных, подтверждающих или опровергающих наличие оставшихся носителей языка, в настоящее время нет). Язык разделялся на два диалекта, названия которых (собственно сенед и тмагурт) соответствовали названиям населённых пунктов, в которых жили носители этих диалектов. Согласно большинству известных классификаций берберских языков, сенед вместе с языками нефуса, джерба и зуара объединяют в восточнозенетскую подгруппу в составе зенетских языков.